# Carlos Lima
Calú, właśc. Carlos Lima (ur. 20 września 1983 w Praii) – kabowerdeński piłkarz grający na pozycji środkowego pomocnika. Od 2015 jest piłkarzem klubu Zimbru Kiszyniów.

## Kariera piłkarska
Swoją karierę piłkarską Calú rozpoczął w klubie CS Mindelense. W 2001 roku zadebiutował w jego barwach w pierwszej lidze Republiki Zielonego Przylądka. W latach 2011 i 2013 wywalczył z Mindelense dwa tytuły mistrza kraju. W 2013 roku przeszedł do angolskiego klubu Progresso Sambizanga i występował w nim do lata 2015 roku.
Latem 2015 Calú przeszedł do Zimbru Kiszyniów. W pierwszej lidze mołdawskiej zadebiutował 25 lipca 2015 w wygranym 1:0 wyjazdowym meczu z Zareą Bielce.

## Kariera reprezentacyjna
W reprezentacji Republiki Zielonego Przylądka Calú zadebiutował 8 czerwca 2013 roku w wygranym 3:0 meczu eliminacjach do MŚ 2014 z Gwineą Równikową. W 2015 roku został powołany do kadry na Puchar Narodów Afryki 2015. Zagrał na nich w trzech meczach: z Tunezją (1:1), z Demokratyczną Republiką Konga (0:0) i z Zambią (0:0).